# مجيدآباد (مقاطعة دهغلان)
مجيدآباد (بالفارسية: مجیدآباد) هي قرية تقع في قسم ايلان الجنوبي الريفي (مقاطعة دهغلان) في إيران.